# História de Toronto
Localizada na margem norte do Lago Ontário, Toronto era originalmente um termo usado em uma indeterminada localização geográfica, aparecendo aproximadamente na mesma área da futura cidade de Toronto, no Canadá, em mapas do final do século XVII e do início do XVIII. Eventualmente, o nome "Toronto" foi designado para descrever a área localizada na foz do Rio Humber, onde atualmente a cidade de Toronto está localizada.

## Exploração e assentamento europeu
Anteriormente à chegada dos primeiros exploradores europeus, diversas tribos nativo americanas viviam na região onde atualmente localiza-se a cidade de Toronto. Tais tribos em geral eram parte das famílias nativo americanas dos algonquinos ou dos iroqueses, com exceção dos Mississaugas (parte da família nativo americana dos chippewa). Os primeiros exploradores europeus exploraram a região em torno da década de 1640, em expedições francesas partindo de Quebec, rumo aos Grandes Lagos. Tais expedições foram feitas por ordem de Samuel de Champlain. A região de Toronto passou então a fazer parte da colônia francesa de Nova França.
Porém, a colonização europeia em todo o Canadá central, incluindo a região onde Toronto está localizada, foi quase inexistente até 1784 - até então, o número de colonos europeus vivendo em toda a área que atualmente é a província de Ontário era de aproximadamente 400 habitantes. Em 1750, os franceses construíram um posto comercial próximo à foz do Rio Humber, e um forte próximo ao Rio Don. Este forte chamava-se Fort Rouillé. Em 1759, os franceses queimaram este forte - para impedir que forças britânicas avançando na região tomassem o controle do forte - e abandonaram a região. Em 1763, toda a Nova França passou ao domínio britânico, ao final da Guerra Franco-Indígena, sob os termos do Tratado de Paris.
Após 1783 - quando a Guerra da Independência dos Estados Unidos - grandes números de colonos americanos leais à Coroa britânica abandonaram o recém-criado Estados Unidos. Os britânicos forneceram suprimentos e terras para estes colonos [carece de fontes?], e recompensaram em dinheiro muitos deles  - vários deles  haviam lutado do lado das forças britânicas. [carece de fontes?] Em 1788, os britânicos compraram mais de mil quilômetros quadrados de terra dos nativos americanos mississaugas, que constitui atualmente Toronto e alguns de seus subúrbios, para abrigar estes colonos. Os britânicos construíram uma vila, nas atuais Ilhas Toronto, e ali construíram um forte. Tanto o forte quanto a vila foram nomeados como York. As Ilhas Toronto são uma cadeia de pequenas ilhas que levam a um pântano (atualmente não-existente, tendo sido drenado) a oeste da cadeia, e a uma abertuda à leste do arquipélago, formando uma baía que protegia naturalmente a recém-criada vila, que era protegido pelo Fort York, localizado aproximadamente no centro geográfico das ilhas. A vila propriamente dita ficava do outro lado do arquipélago, próximo à atual Parliament Street.
Em 29 de julho de 1793, o Tenente Governador da recém-criada colônia britânica de Canadá Superior (que forma as bases da atual província de Ontário), John Graves Simcoe, escolheu York para ser a nova capital da recém-formada colônia de Canadá Superior, tendo mudado da então Newark, atualmente, Niagara-on-the-Lake, oficialmente, em 1 de fevereiro de 1796.
O Tenente Governador Simcoe estava especialmente preocupado para iniciar comunicações militares entre assentamentos ao sul do Canadá Superior - especialmente Newark, então a capital da colônia - e aqueles assentamentos no leste da colônia, tais como Kingston. Para isto, Simcoe iniciou a construção de várias estradas. A Dundas Street foi construída para conectar a região de York até a vila homónima, Dundas, próximo a Hamilton, para continuar a oeste, em direção a Windsor, na fronteira canadense com os Estados Unidos. A Kingston Road foi construída entre Toronto e Montreal, passando por Kingston. A maior parte desta estrada formaria posteriormente a Highway 401, atualmente uma das rodovias mais movimentadas do mundo. Uma terceira rota, a Yonge Street, foi construída entre o Lago Ontário e o Lago Toronto (atualmente o Lago Simcoe), tendo sido inaugurada em três anos. A Yonge Street é atualmente a linha divisória leste-oeste de Toronto, e é muitas vezes chamada de "a rua mais longa do mundo", com seus 1 896 quilômetros de comprimento, que estendem-se até Rainy River, Ontário, na fronteira canadense com o Estado americano de Minnesota. Todas as três estradas mencionadas ainda existem nos dias atuais.

## Século XIX
Em 1813, durante a Guerra de 1812, York foi atacada por forças americanas, e queimada parcialmente. Em retaliação a este ataque, os ingleses invadiram a capital americana, Washington, DC, no ano seguinte. Fort York então era um forte de pequeno porte, e seus defensores britânicos, vendo que a defesa do forte seria impossível, decidiram recuar, incendiando anteriormente as paredes e o chão próximos ao depósito de munições. Quando as forças americanas entraram no forte, este depósito repentinamente explodiu, matando vários soldados americanos. As tropas americanas ficaram por quatro dias no forte, tendo saqueado a vila homónima. Entre ouro e dinheiro, os americanos tomaram o mastro cerimonial da Assembleia Legislativa. Este mastro foi devolvido somente em 1934, por ordens do então Presidente americano Franklin Delano Roosevelt. Após a saída das tropas americanas, os britânicos construíram um forte muito mais resistente, a aproximadamente duzentos metros oeste da localização original. Outro ataque americano foi derrotado com facilidade, sendo que os navios americanos não foram capazes de aproximar-se do litoral.
Muitas das Ilhas Toronto atualmente não existem mais, tendo sido incorporadas ao continente, por causa da expansão artificial do litoral do continente em direção às ilhas, incorporando várias delas. Atualmente, este forte está a centenas de metros do litoral da cidade, escondido pela Gardiner Expressway.

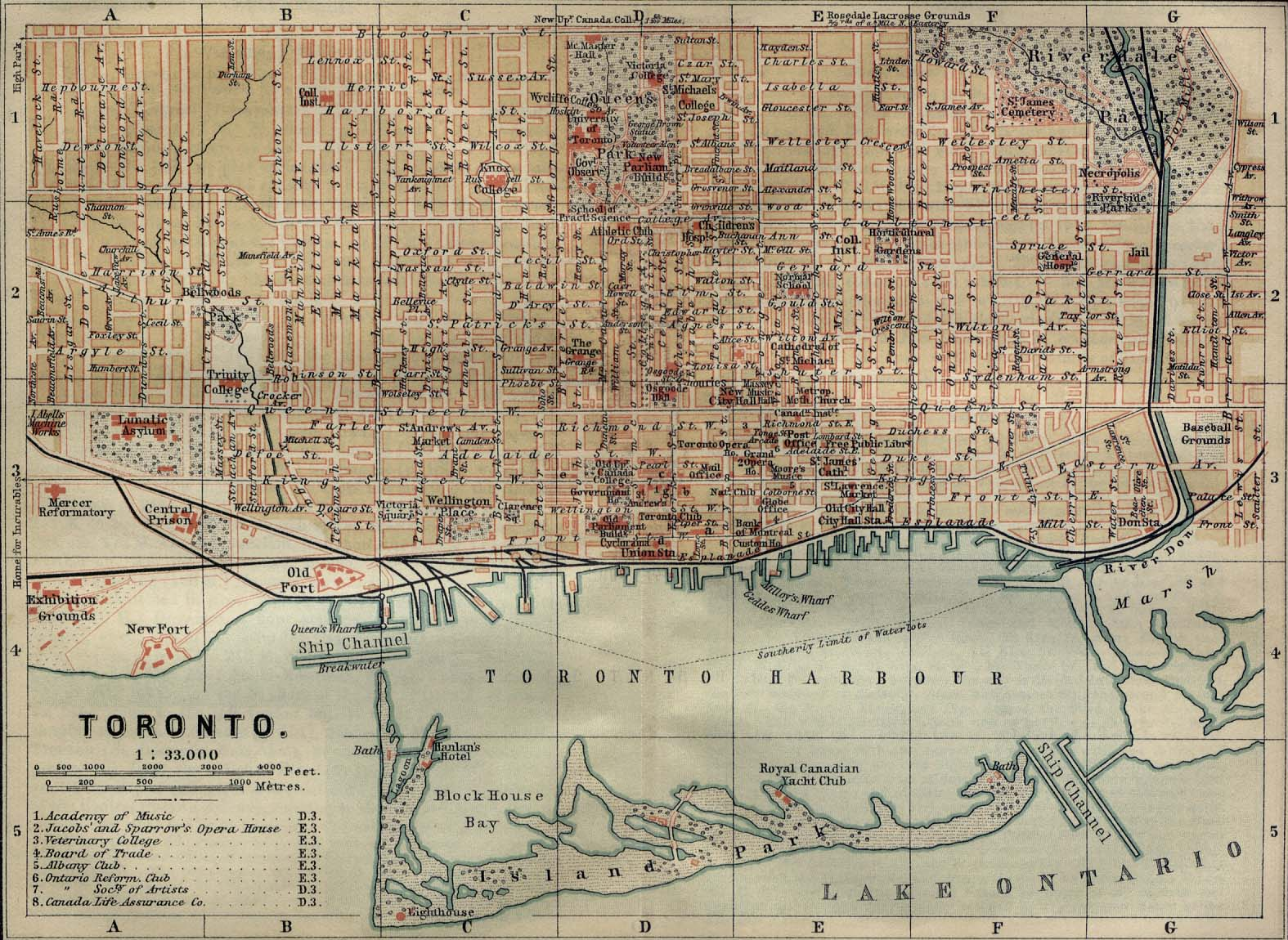
Mapa de Toronto em 1894.

Em 1834, a então cidade secundária (town) de York foi elevada para a categoria de cidade primária (city), e foi renomeada para seu atual nome, Toronto, para distinguir a cidade de várias outras localidades na colônia, incluindo o condado onde Toronto estava situado. Toronto foi elevado à categoria de cidade primária em 6 de março, e William Lyon Mackenzie tornou-se seu primeiro prefeito.  Então, Toronto tinha cerca de dez mil habitantes. Em 1837, Mackenzie liderou uma revolta contra o governo britânico, buscando maior autonomia para a colônia do Canadá Superior, na Revolta do Canadá Superior. Esta rebelião, que não ganhou popularidade, foi facilmente extinguida pelos britânicos, e Mackenzie fugiu para os Estados Unidos.
A Grande Fome Irlandesa de 1846-1849 trouxe grandes números de irlandeses à cidade. Irlandeses protestantes eram geralmente bem-vindos pela população inglesa e escocesa da cidade, e logo vários destes irlandeses ocupariam importantes posições no comércio, educação e nas políticas. A Ordem de Orange tornou-se uma força dominante na sociedade de Toronto, tanto que na década de 1920 Toronto era chamado de "O Belfast do Canadá". A importância da Ordem de Orange diminuiu somente após a década de 1940. Em contraste, irlandeses católicos que instalaram-se em Toronto enfrentaram intolerância e discriminação, tanto da sociedade quanto do governo. Os irlandeses compunham quase a totalidade da população católica da cidade até a década de 1890, quando católicos alemães e franceses começaram a se instalar na cidade. Porém, mesmo assim, os irlandeses católicos continuaram a formar 90% da população católica da cidade. Várias iniciativas dos irlandeses e seus descendentes tais como a fundação da Universidade de Saint Michael em 1852, três hospitais e várias organizações de caridade fortaleceram a identidade irlandesa - independente de religião - na cidade, transformando a presença irlandesa em Toronto em uma de influência e poder.
Toronto cresceu rapidamente nas décadas finais do século XIX. Sua população cresceu de 30 mil habitantes em 1851 para 56 mil habitantes em 1871 e 181 mil habitantes em 1891. Nesta época, foram instaladas um sistema extensivo de bondes ao longo da cidade - muito deste sistema ainda está em operação atualmente - além da construção de ferrovias, em especial, a Canadian Pacific Railway, que conectaram Toronto com outras cidades primárias do Canadá. Também foram construídas ferrovias radiais, trilhos que corriam ao longo de vias públicas primárias com ruas e avenidas. Uma destas ferrovias radiais estava instalado na Yonge Street, que conectou Toronto com o Lago Simcoe, e assim, permitia aos seus passageiros locomoção às praias do Lago Simcoe para recreação. À época, as águas das praias de Toronto ao longo do Lago Ontário estavam muito poluídas para serem usadas para o lazer - isto porque o lixo da cidade era despejado diretamente nas águas do Lago Ontário.

## Século XX

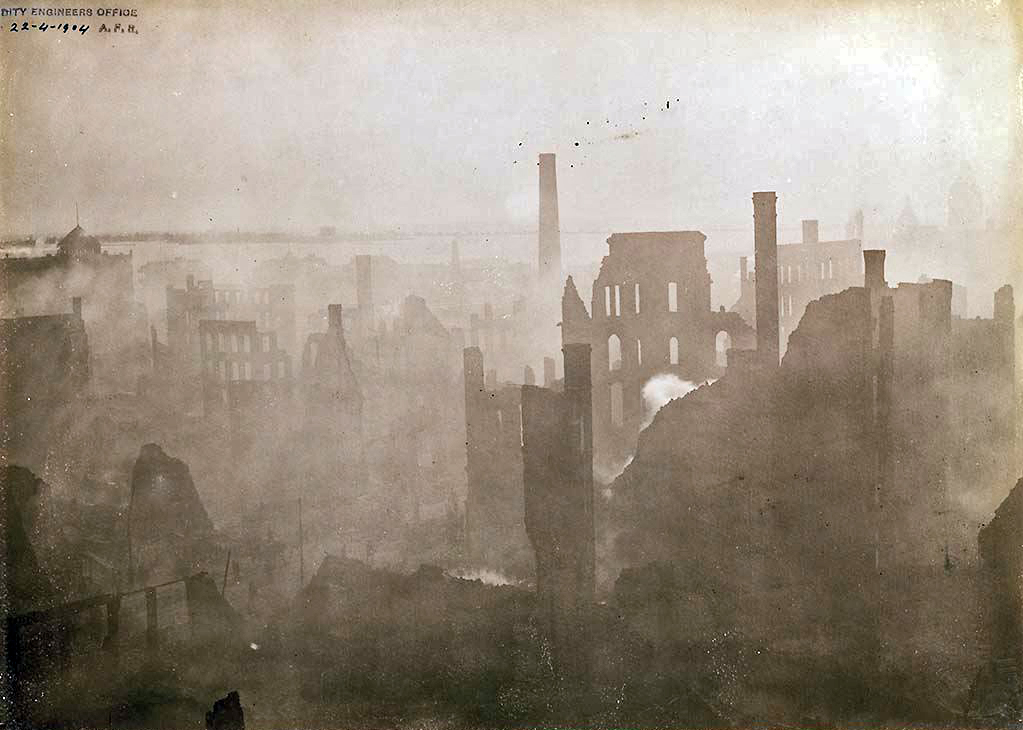
Incêndio de Toronto de 1904.

A economia da cidade também passou a crescer rapidamente durante o final do século XX. Muitas fábricas foram construídas, e a cidade logo tornou-se um dos pólos econômicos do país, assim atraindo ainda mais imigrantes, tais como italianos e alemães, além de ingleses, escoceses, irlandeses e franceses, os principais grupos imigrantes até a década de 1950. Durante o período, a população da cidade também cresceu rapidamente devido à migração rural de habitantes de áreas rurais de Ontário. Italianos, portugueses e gregos, bem como chineses, russos, poloneses, e outros grupos da Europa Oriental, foram os principais grupos imigrantes entre as décadas de 1950 e 1970. O grande número de imigrantes fez com que a população de Toronto (limítes políticos atuais) superasse um milhão em 1951, dobrando em 1971. O fluxo de imigrantes também tornou a cidade cada vez mais multicultural: enquanto que britânicos (incluindo irlandeses) compunham mais de 90% da população da cidade em 1901, esta percentagem caiu para 80% em 1931 e para 70% em 1951.
A Grand Trunk Railway e a Great Nothern Railway foram unidas após a construção da Union Station, no centro da cidade. Com a adoção de medidas do governo canadense cujo objetivo era promover o povoamento das regiões centrais do Canadá, Toronto logo tornou-se o ponto de partida de pessoas - primariamente, imigrantes - em direção rumo ao oeste. Toronto tornou-se um importante pólo ferroviário, bem como um grande centro bancário. Em 1904, grandes secções do centro de Toronto foram destruídas no Incêndio de Toronto de 1904. Porém, estas secções foram rapidamente reconstruídas.
À medida que Toronto crescia, bem como os limites de sua área urbanizada, a cidade logo tornou-se naturalmente cercada pelo Rio Humber ao oeste e pelo Rio Don a leste. Vários rios e riachos de menor porte cortavam a cidade, à época. Muitos destes rios  e riachos passaram a serem usados como esgotos a céu aberto. O trecho de um destes riachos corria por baixo da Universidade de Toronto. Tudo isto passou a criar sérios problemas de saúde na cidade.

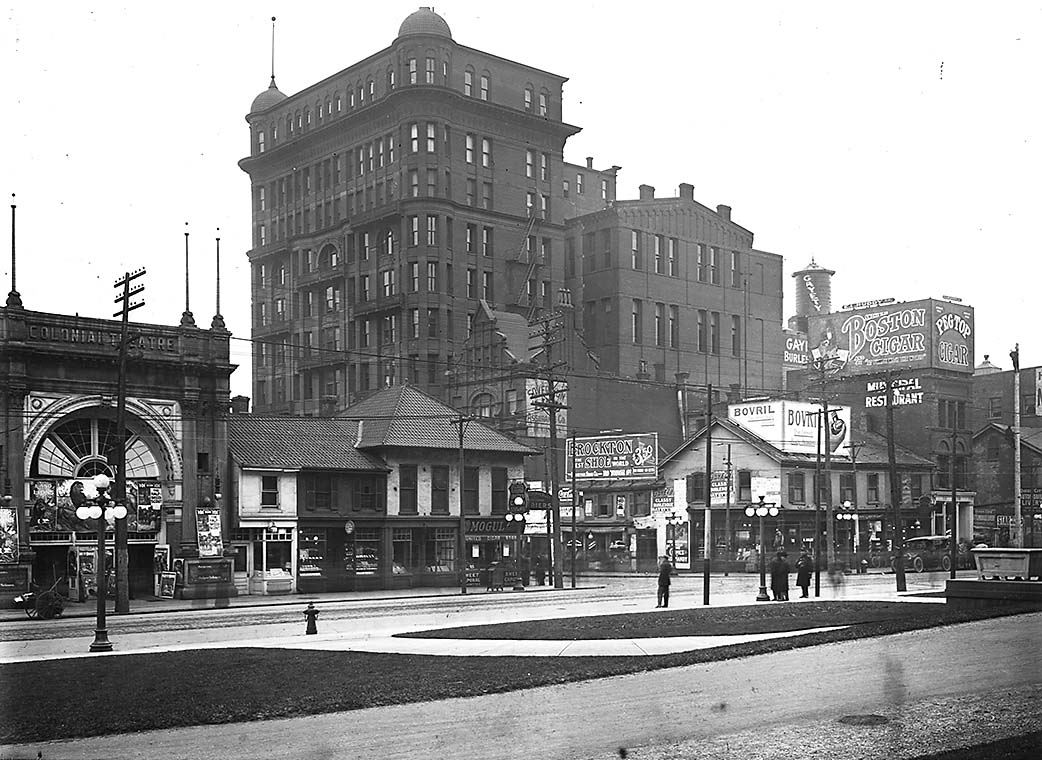
Vista da Queen Street e da Old City Hall, a antiga prefeitura de Toronto, em 1920.

O Rio Don, com seu vale especialmente largo e profundo, cortava Toronto e a isolava de cidades localizadas a leste do Rio, e criava assim sérias dificuldades de transporte e locomoção entre um ponto a outro do Vale. Estes problemas foram resolvidos em 1919, com a construção do Prince Edward Viaduct, conectando a Bloor Street no lado oeste do Vale com a Danforth Avenue a leste do vale. Edmund Burke, o engenheiro que desenvolveu a ponte, exigiu que um andar inferior fosse adicionado na ponte, embaixo da via principal, para trens. A cidade não quis pagar pela construção deste andar adicional, alegando que este andar extra para trens seria inútil, mas Burke insistiu e eventualmente a cidade cedeu às exigências de Burke. Este andar extra salvou à cidade milhões de dólares, quando uma linha de metrô leste-oeste, a linha Bloor-Danforth do metrô de Toronto, foi construída na cidade, em 1966. A construção do viaduto representa um marco histórico na história de Toronto. Agora conectada ao que eram anteriormente cidades separadas, a cidade de Toronto cresceu drasticamente durante as décadas iniciais do século XX.
A demanda por suprimentos de guerra ao longo da Primeira Guerra Mundial fizeram com que o setor industrial da cidade crescesse drasticamente. A população da cidade também continuou a crescer rapidamente até a década de 1930, quando a Grande Depressão gerou desemprego e miséria na cidade. Vários saíram de Toronto, sem rumo definido, em direção a várias outras cidades canadenses, buscando pela sorte de encontrar um emprego ou um abrigo. A Segunda Guerra Mundial novamente trouxe prosperidade econômica para cidade, bem como intenso crescimento populacional. Este crescimento aumentou ainda mais após o fim da segunda, com a chegada de milhares de imigrantes europeus anualmente, que prossegueria até a década de 1970.
O rápido crescimento populacional causou vários problemas. A cidade de Toronto, então, possuía um quinto do seu tamanho atual, e outras 12 cidades existiam dentro dos atuais limites territoriais de Toronto. Isto causou sérios problemas no trânsito em geral, falta de abrigos e até mesmo falta de água potável em algumas destas cidades. Toronto e seus 12 subúrbios muitas vezes não conseguiam trabalhar juntos para resolver estes problemas. Além disso, algumas destas municipalidades não tinham fundos suficientes para cobrir os gastos dos programas planejados a resolver ou minimizar estes problemas. Este problema fez com que a província de Ontário criasse a Municipalidade da Região Metropolitana de Toronto - uma subdivisão semelhante à de um condado ou à de uma municipalidade regional, mas com mais poderes e autonomia - em 1 de janeiro de 1954. Estas cidades eram New Toronto, Mimico, Weston e Leaside, as vilas de Long Branch, Swansea e Forest Hill; e os distritos rurais de Etobicoke, York, North York, East York e Scarborough. Os limites desta municipalidade formam os atuais limites da cidade de Toronto.
Como um resultado do crescimento que se seguiu, o Ontário decidiu, em 1967, reduzir o número de cidades, vilas e distritos rurais dentro da Municipalidade da Região Metropolitana de Toronto para seis, após a fusão de Long Branch, New Toronto e Mimico em Etobicoke, Weston em York, Leaside em East York e Swansea e Forest Hill em Toronto. Esta Municipalidade trouxe vários avanços à cidade, como a instalação do primeiro sistema computadorizado de tráfico do mundo, a construção de abrigos para idosos e de abrigos de baixo aluguel para famílias de baixa renda. Problemas de abastecimento de água foram solucionados, e houve-se a construção de um extensivo sistema de metrô entre 1949 e 1972. A primeira linha do metrô da cidade, a Yonge, foi inaugurada em 1954.
Ao longo da década de 1960 e de 1970, a cidade de Toronto superou a cidade quebequense de Montreal em termos populacionais, se tornando a maior e mais importante cidade do Canadá desde então e se firmando nas décadas seguintes como o principal centro urbano, financeiro, industrial, comercial, cultural e administrativo do país. Várias empresas anteriormente sediadas em Montreal mudaram-se para Toronto. Em 1968, a cidade realizou uma extensiva revitalização do litoral da cidade, permitindo o acesso do público às praias da cidade. Em 1971, um parque de diversões, o Ontario Place, foi construído, e em 1976, a Torre CN foi inaugurada. Com a construção da última - que até setembro de 2007 era a estrutura mais alta do mundo - Toronto tornou-se um pólo turístico mundialmente conhecido, atraindo milhões de turistas anualmente.
Desde a década de 1970, o número de europeus imigrando e instalando-se em Toronto passou a cair, e a crescente imigração de asiáticos, hispânicos e africanos passaram a fazer de Toronto uma cidade multicultural.
Em 1981, o Eaton Centre, o shopping center mais famoso da cidade, foi inaugurado, e em 1989, o Rogers Centre, então com o nome de SkyDome, foi construído.
Em 1997, Toronto tinha cerca de 625 mil habitantes, e era então a segunda maior cidade em população do Canadá, atrás apenas de Montreal - embora sua região metropolitana fosse significantemente maior, 4,7 milhões em Toronto contra 3,2 milhões em Montreal. Neste ano, o governo de Ontário decidiu fundir todas as cidades da Municipalidade da Região Metropolitana de Toronto - Toronto, North York, Scarborough, Etobicoke, York e East York - em uma única cidade, Toronto. Muitos habitantes das antigas seis cidades se opuseram à fusão, argumentando que a fusão iria destruir a identidade própria destas distintas comunidades, e iria também reduzir o fornecimento de serviços públicos, tais como saúde e educação. Apesar da oposição pública [carece de fontes?], a fusão ocorreu, em 1 de janeiro de 1998. Da noite para o dia, Toronto, com seus 2,2 milhões de habitantes, tornou-se a maior cidade do país, ultrapassando Montreal e seus um milhão de habitantes. Uma eleição para prefeito da nova super-cidade foi realizada em 1997, e foi vencida por Mel Lastman, anteriormente prefeito da atualmente extinta cidade de North York.

## Século XXI

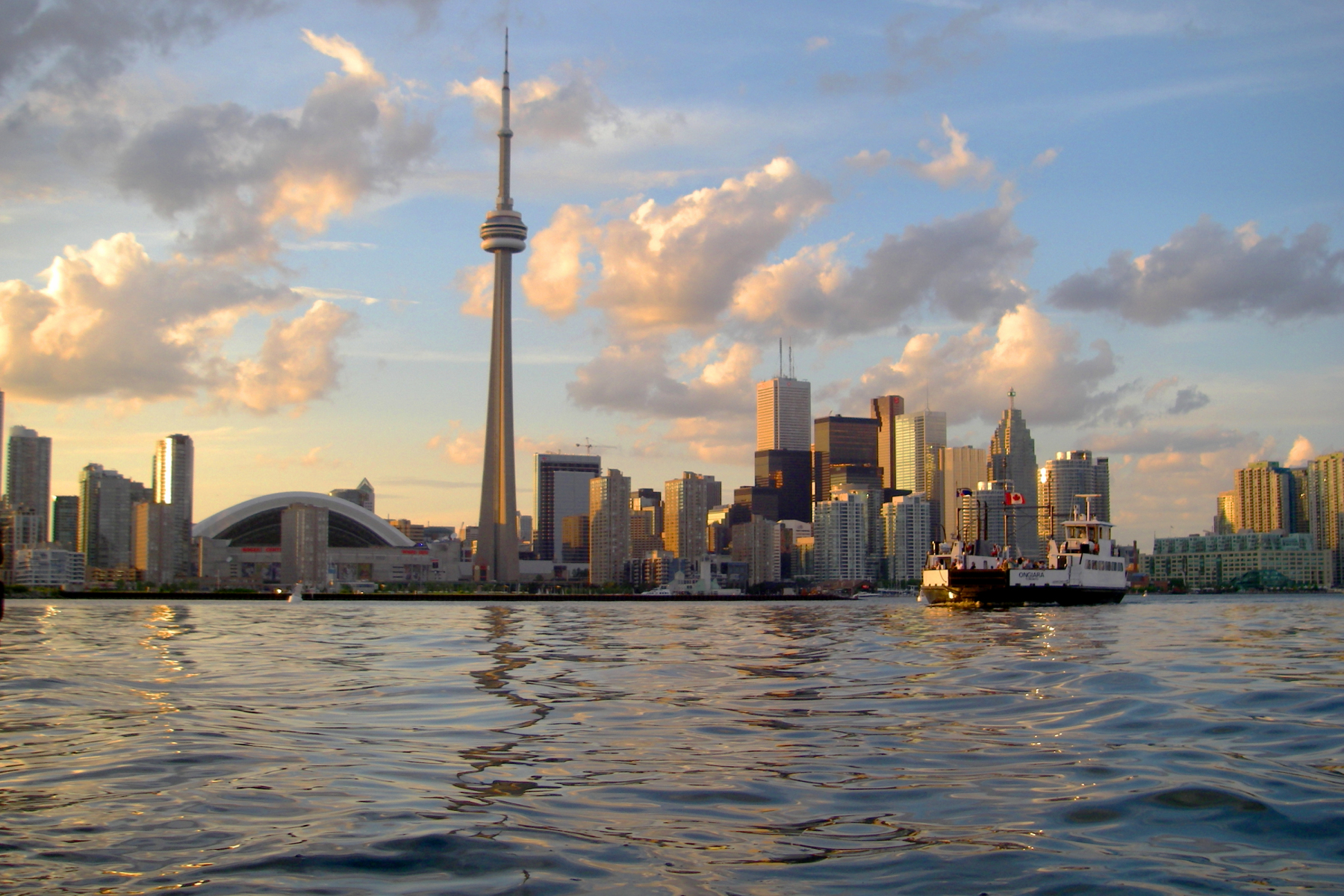
Vista de Toronto durante o pôr-do-sol.

Em 2001, a cidade de Toronto ficou  em segundo lugar na votação para cidade-sede dos Jogos Olímpicos de Verão de 2008, perdendo para Pequim.
Em 2002, Toronto sediou o Dia Mundial da Juventude de 2002. Ainda no mesmo ano, o Papa João Paulo II visitou a cidade. Os dois maiores sindicatos da cidade, a Locals 79 e a 416 of CUPE (Canadian Union of Public Employees) entraram em greve, algumas semanas antes do acontecimento do Dia Mundial da Juventude. Bibliotecas, creches, coleta de lixo e outros seviços públicos de responsabilidade municipal fecharam temporiamente. O governo de Ontário forçou os sindicatos de volta ao trabalho alguns dias antes do acontecimento do Dia Mundial da Juventude.
Em 2003, Toronto foi atingida pela epidemia da pneumonia asiática, trazida por um canadense de ascendência chinesa que havia viajado anteriormente para Hong Kong. No total, a doença contaminou centenas de pessoas, matando 42 delas. Embora a doença tenha atingido primariamente hospitais - infectando em sua maioria profissionais relacionados à área da saúde e pacientes, sendo que a maioria das mortes foram de pacientes hospitalares que já estavam com a saúde abalada - a Organização Mundial da Saúde, em 21 de abril, anunciou ao mundo de que quaisquer viagens desnecessárias à cidade não deveriam ser realizadas. Toronto foi a única cidade do hemisfério ocidental que foi elevada à categoria de "Altamente Perigosa". O turismo na cidade caiu drasticamente, e o comércio em geral entrou em recessão. Para tentar recuperar deste choque, a cidade realizou um concerto musical, o Molson Canadian Rocks for Toronto, com bandas e cantores internacionalmente conhecidas tais como Rolling Stones, AC/DC, Rush, The Guess Who, Justin Timberlake, entre outros. O concerto atraiu entre 450 mil e 500 mil pessoas, fazendo do concerto o maior já realizado no Canadá, e um dos dez maiores da história.
Em 14 de agosto de 2003, Toronto, bem como todo o sul do Ontário e o nordeste dos Estados Unidos, sofreu um apagão geral, no Apagão da América do Norte de 2003. Os resultados causaram caos geral na cidade. A eletricidade somente voltou em algumas áreas da cidade após 12 horas, sendo que algumas áreas voltaram a receber eletricidade apenas após três dias.
Nas eleições municipais de 2003, David Miller foi escolhido como o novo prefeito de Toronto, após ter feito uma campanha eleitoral bem-sucedida, onde ele incluiu uma promessa em cancelar uma ponte conectando o Aeroporto Toronto City Centre com o continente. Em 2004, a cidade balanceou seus gastos pela primeira vez em anos, através da elevação moderada de impostos de propriedade e de maiores quantidades de verbas recebidas do governo provincial e nacional.
Toronto foi candidata aos Jogos Olímpicos de Verão de 1996 e de 2008. Toronto ficou em terceiro lugar em 1996 atrás de Atenas e Atlanta, a escolhida para sede. E ficou em segundo lugar na votação do Comité Olímpico Internacional, tendo perdido para Pequim. Toronto era o candidato mais provável para sediar os jogos de 2012, tendo perdido principalmente em razão dos Jogos Olímpicos de Inverno de 2010, que ocorreriam também no Canadá, em Vancouver. Toronto cogitou candidatar-se para sediar Jogos Olímpicos de Verão de 2016, tendo o comitê olímpico canadense abandonado a ideia após Vancouver vencer a candidatura para os Jogos Olímpicos de Inverno de 2010.
Toronto venceu a candidatura dos Jogos Pan-americanos de 2015 em 7 de novembro de 2009. Pressão também havia sido colocada anteriormente para que a cidade se candidatasse a sediar a Expo 2015. Embora estimativas indicassem que a Feira Mundial geraria cerca de 214 mil empregos e 5,3 bilhões de dólares canadenses, um saldo negativo de pelo menos 700 milhões de dólares canadenses também foi estimado, sendo que os governos da cidade, da província e do Canadá não assumissem responsabilidade pela dívida que se seguiria, o que fizeram com que Toronto não se candidatasse antes da data limite.